# Міжклітинні контакти

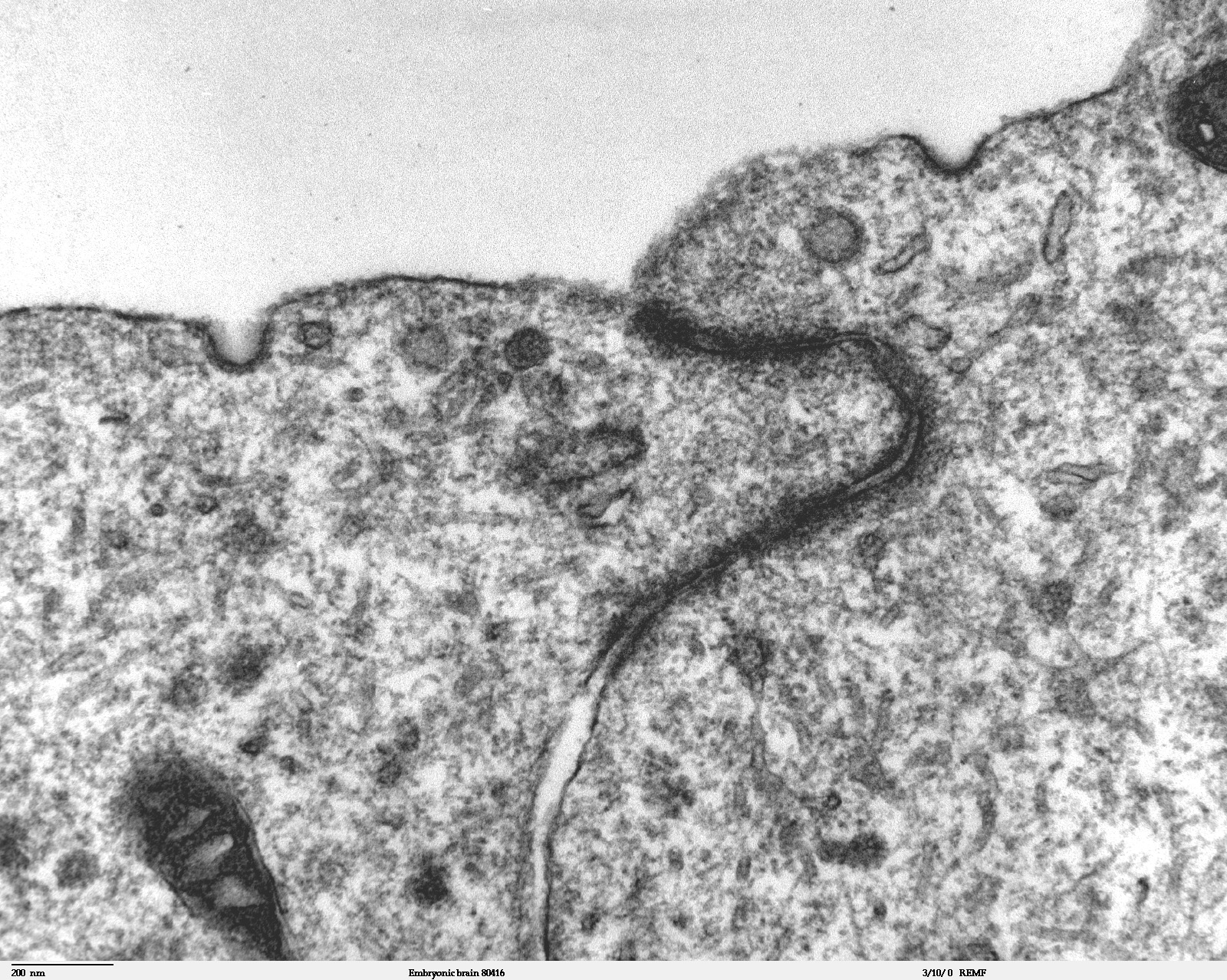
Переріз через тканину мозку зародка миші.
Видно три типи міжклітинних контактів: зверху щільні контакти, нижче — адгезивні, найнижче — десмосоми. (ТЕМ)

Схема основних типів міжклітинних конактів

Міжкліти́нні конта́кти — спеціалізовані ділянки поверхні клітини, якими вона кріпиться до інших клітин або позаклітинного матриксу. До основних функцій міжклітинних контактів належить утримання клітин разом, забезпечення «спілкування» між ними, правильна їх орієнтація одна відносно іншої, регулювання переміщення клітин.

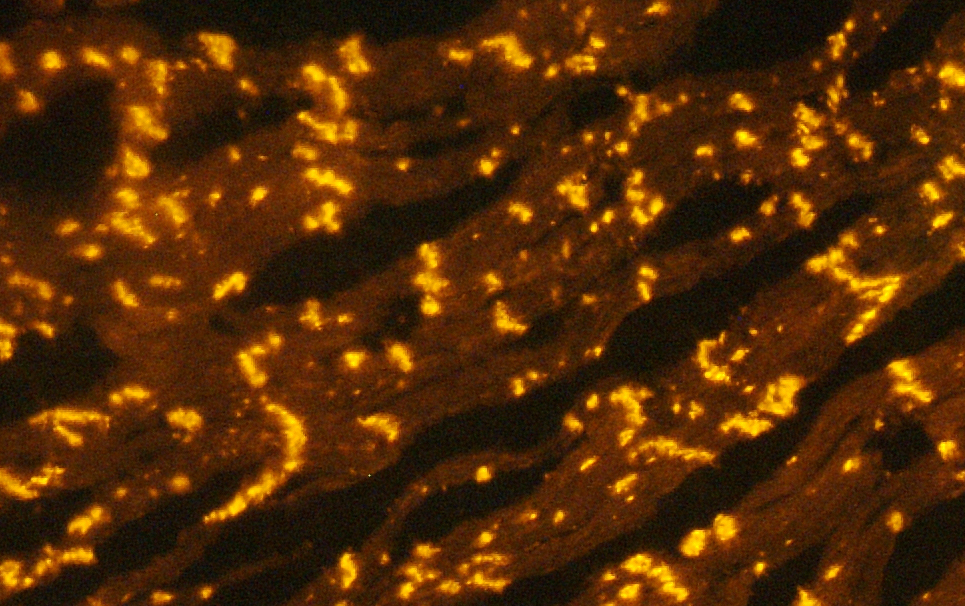
Щілинні контакти між кардіоміоцитами. Жовтим пофарбований білок коннексин 43. Зображення отримане за допомогою флуоресцентно-помічених антитіл.

Злипання клітин між собою та приєднання їх до міжклітинного матриксу забезпечують молекули клітинної адгезії (англ. cell adhesion molecules, CAMs): кадгерини, інегрини, білки суперродини імунглобулінів, муцини та селектини. Цитоплазматична частина цих білків зазвичай приєднана до елементів цитоскелету. Більшість CAM рівномірно розподілені по поверхні цитоплазматичної мембрани і їх здебільшого достатньо для утримання клітин разом, проте в деяких тканинах на поверхні клітин формуються спеціалізовані ділянки скупчення молекул адгезії, саме для означення таких ділянок і використовують термін «міжклітинні контакти».

## Класифікація міжклітинних контактів
У залежності від того, чи контакти утворюються між однаковими чи різними клітинами, вони поділяються на гомо- та гетерофільні відповідно.

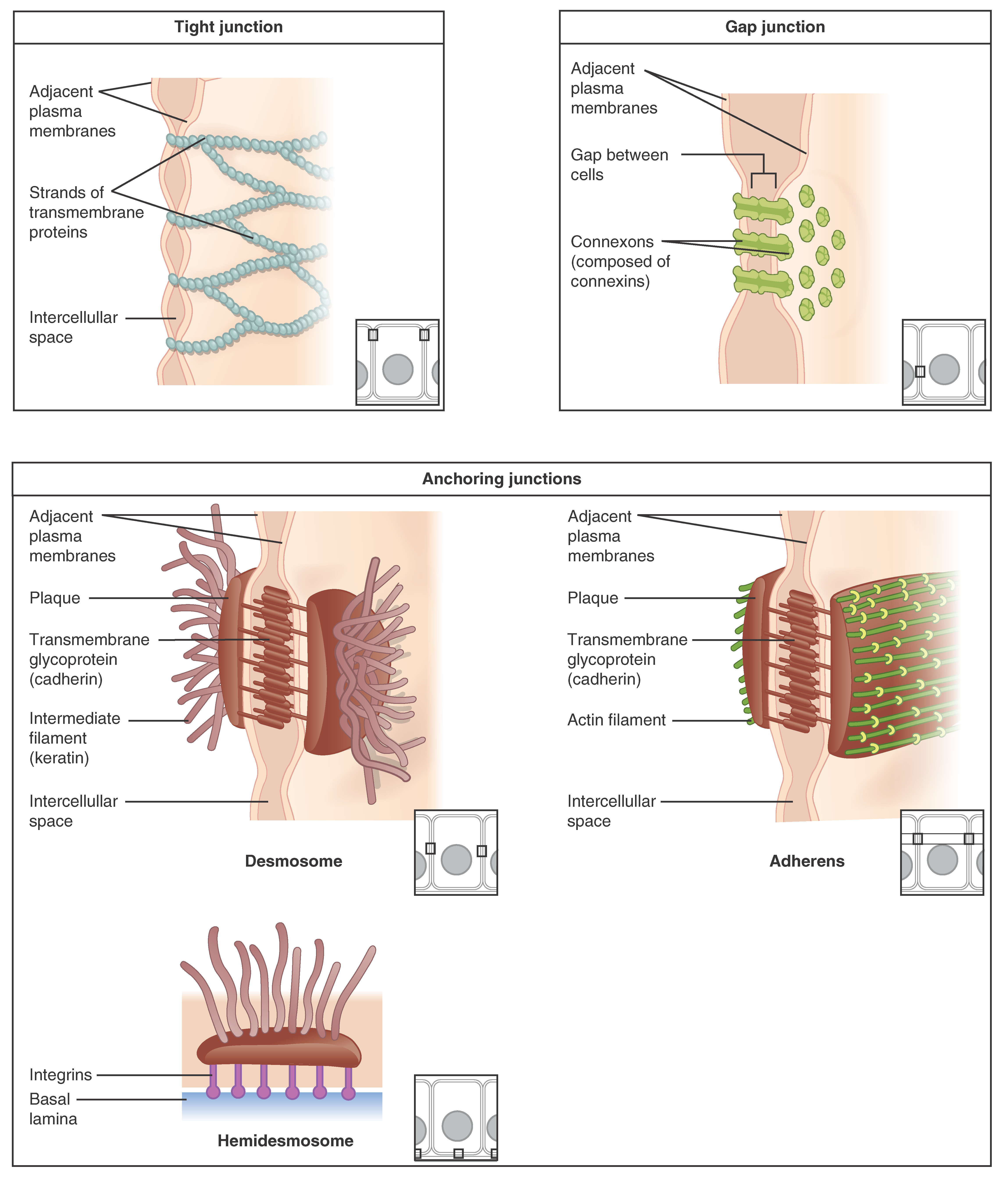

На основі структури і функцій клітинні контакти класифікують:
- Простий контакт — просте «прилипання» мембран двох клітин, міжмембранна відстань 15—20 нм, вирізняють його різновид — замковий контакт, що також є простим, але при цьому мембрана однієї клітини утворює вигин у бік іншої. Прості контакти утворені взаємодією глікокаліксу обох клітин.
  - Щільний (або замикаючий, tight) контакт, zonula occludens. Зустрічається, наприклад, в апікальних відділах епітеліальних клітин, створює міцний водонепроникний міжклітинний зв’язок має білкову природу (у зоні контакту виявлено білки каудин і оклюдин, також декілька десятків інших білків). З’єднання відбувається не на всьому протязі, а точково, при цьому точки сполучення утворюють ряди і пояси злипання. Міжмембранна відстань становить близько 2—3 нм.
  - Адгезивний (або якірний, adherens) контакт, формує zonula adherens, яка знаходиться більш базально від zonula occludens, але більш апікально десмосом, формуючи адгезивні пояси, що служить для стабілізації тканинних пластів і протидіє силам зсуву. Сформований білками кадгеринами (у присутності іонів кальцію) обох клітин, які у свою чергу зв’язані з внутрішньоклітинними філаментами, тому якірні контакти також є сполученнями цитоскелетів. Руйнується протеазами. Міжмембранна відстань близько 30 нм. Десмосома — різновид якірного контакту, схожі на диск діаметром до 50 мкм при електронній мікроскопії. Це точкове з’єднання клітин знаходиться у базальній частині епітелію, м’язах. Відіграє роль міцної точкової зварки. Утворена білками кадгеринами обох клітин, що сполучаються з масивною білковою пластиною з боку цитоплазми кожної клітини, до якої приєднані проміжні філаменти. Міжмембранна відстать становить 30 нм. Напівдесмосома — це сполучення типу десмосома між клітиною і неклітинною структурою що знаходиться у міжклітинному просторі (наприклад, епітеліоцити приєднані до базальної мембрани напівдесмосомами).
  - Проміжний контакт (англ. Gap junction) — використовуються також назви «щільовий контакт», «нексус» або «контакт, що формує канали». Це сполучення двох мембран за допомогою білків коннексинів, які сполучені у єдиний комплекс — коннексон, що формує структуру, схожу на пори або «проміжок, щілину» між клітинами, призначену для транспорту речовин діаметром до 1,5 нм.
  - Синапси — контакти, що передають сигнали, беруть участь у передачі інформації між клітинами через мембрани.
    - Хімічні синапси;
    - Імунологічні синапси;
    - Трансмембранні клітинні контакти ліганд-рецептор (наприклад Delta-Notch, ephrin-Eph). Будь-який із трьох інших типів клітинних контактів може виконувати, крім структурної, сигнальну функцію.

  - Плазмодесми — характерні для рослинних клітин.